# Streda nad Bodrogom
Streda nad Bodrogom és un poble i municipi d'Eslovàquia. Es troba a la regió de Košice, a l'est del país.

## Història
La primera referència escrita de la vila data del 1273.

## Demografia
| Godina             | 1994 | 2004   | 2014   | 2024   |
| ------------------ | ---- | ------ | ------ | ------ |
| Nombre de persones | 2435 | 2430   | 2284   | 2257   |
| Diferència         |      | −0,20% | −6,00% | −1,18% |

| Godina             | 2023 | 2024   |
| ------------------ | ---- | ------ |
| Nombre de persones | 2253 | 2257   |
| Diferència         |      | +0,17% |